# Mónaco en los Juegos Olímpicos de Seúl 1988
Mónaco estuvo representado en los Juegos Olímpicos de Seúl 1988 por nueve deportistas, ocho hombres y una mujer, que compitieron en siete deportes.
El portador de la bandera en la ceremonia de apertura fue el ciclista Stéphane Operto. El equipo olímpico monegasco no obtuvo ninguna medalla en estos Juegos.